# Sigmodontinae
I Sigmodontini Wagner, 1843 sono una sottofamiglia di roditori della famiglia dei Cricetidi, diffusa nel Nuovo Mondo.

## Descrizione

### Dimensioni
I membri della sottofamiglia sono roditori generalmente di piccole e medie dimensioni e raggiungono in Kunsia tomentosus la lunghezza della testa e del corpo di 247 mm e un peso di 510 g.

### Aspetto

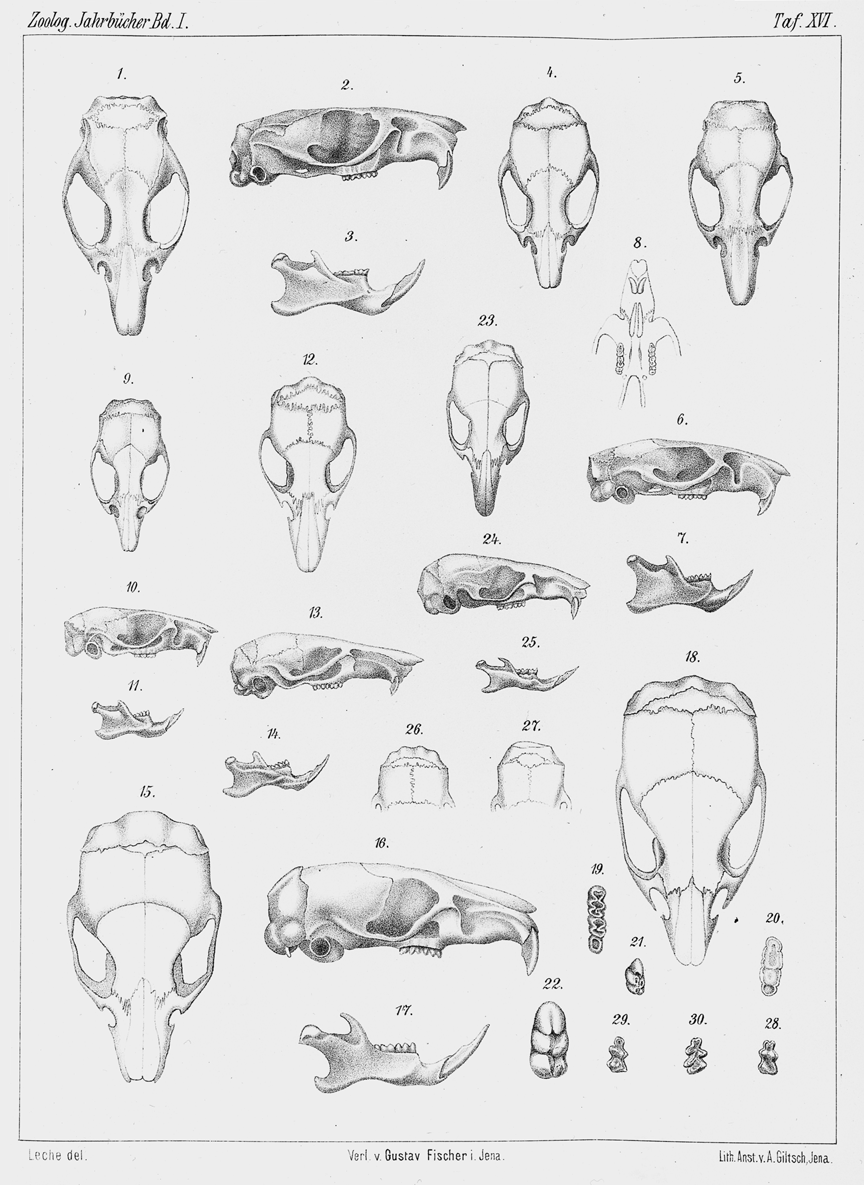
Profili cranici di alcune specie di Sigmodontini

I Sigmodontini costituiscono la più diversificata sottofamiglia di Roditori nell'America meridionale. Come la sottofamiglia dei Murini del Vecchio mondo l'adattamento ai molteplici tipi di ambiente ha sviluppato caratteristiche peculiari, anche se nella maggior parte meno estremizzate, eccetto probabilmente le specie semi-acquatiche, i cui caratteri sono forse più marcati rispetto ai cugini asiatici ed africani. La maggior parte sono forme terricole o semi-fossorie, con corpi generalmente snelli come quelli dei topi o dei ratti oppure tozzi e compatti come quelli delle arvicole, i piedi sono lunghi e stretti, le forme saltatrici delle regioni desertiche invece sono poche e mai provviste di arti posteriori visibilmente modificati, come i gerbilli o alcuni murini australiani. I Sigmodontini adattati alla vita arboricola sono limitati alla sola tribù dei Thomasomyini ed anche in questo caso non vi sono caratteristiche accentuate come la coda parzialmente prensile, oppure le prime dita completamente opponibili. Le forme parzialmente acquatiche invece hanno acquisito visibili modifiche anatomiche più specializzate rispetto a quanto si può osservare negli Idromiini australasiani e nei relativi africani. La completa atrofizzazione del padiglione auricolare esterno e la presenza di valvole di chiusura all'entrata del meato uditivo, le dita palmate o i piedi frangiati e la forma del corpo altamente idrodinamica, hanno fatto della tribù degli Ichthyomyini un gruppo di roditori di successo e comprendente l'unico genere della sottofamiglia, Rheomys, non endemico dell'America meridionale, ma diffuso in quella centrale.

### Dentatura
I membri della famiglia possiedono incisivi superiori per la maggior parte lisci, eccetto soltanto poche specie, dove sono attraversati da solchi longitudinali. Hanno solitamente tre molari su ogni semi-arcata, eccetto due specie del genere Neusticomys che ne hanno soltanto due, la disposizione delle cuspidi è caratteristica, è strutturata in file biseriali, contrariamente ai Murini che hanno file triseriali, e sono attraversati longitudinalmente da una cresta di smalto nota come mure nei denti superiori e muride in quelli inferiori. Esistono due tipologie di strutture occlusive, la prima detta tetralofodonte, in cui sono visibili quattro file longitudinali di cuspidi, è più semplificata e considerata evoluta rispetto alla seconda, detta pentalofodonte, nella quale sono presenti cinque file longitudinali di cuspidi e rappresenta lo stadio più primitivo dell'evoluzione. L'altezza delle cuspidi e quella della corona dipendono sostanzialmente dalla dieta. Le forme che si nutrono di animali, semi, frutta o funghi hanno cuspidi e corone basse, quelli che si cibano di vegetazione abrasiva come erba e altre parti vegetali le hanno invece elevate.

## Distribuzione e habitat
Eccetto il già citato genere Rheomys, endemico dell'America centrale, la sottofamiglia è autoctona della parte meridionale del Continente americano, il suo areale si estende dalla Colombia settentrionale fino alla Terra del Fuoco, incluse alcune isole costiere, le isole caraibiche lungo le coste settentrionali e le Isole Galapagos. Sono presenti in tutti i tipi di ambienti, dalle foreste pluviali amazzoniche ai deserti andini, le foreste temperate e le zone sub-alpine fino a 3.000 metri di altitudine.

## Tassonomia
- I molari sono pentalofodonti.
  - Tribù Oryzomyini - Forme terricole e semi-acquatiche dell'America centrale e meridionale.
    - Aegialomys
    - Agathaeromys †
    - Amphinectomys
    - Carletonomys †
    - Cerradomys
    - Drymoreomys
    - Dushimys †
    - Eremoryzomys
    - Euryoryzomys
    - Handleyomys
    - Holochilus
    - Hylaeamys
    - Lundomys
    - Megalomys †
    - Melanomys
    - Microakodontomys
    - Microryzomys
    - Mindomys
    - Neacomys
    - Nectomys
    - Nephelomys
    - Nesoryzomys
    - Noronhomys†
    - Oecomys
    - Oligoryzomys
    - Oreoryzomys
    - Oryzomys
    - Pattonimus [1]
    - Pennatomys †
    - Pseudoryzomys
    - Scolomys
    - Sigmodontomys
    - Sooretamys
    - Tanyuromys
    - Transandinomys
    - Zygodontomys

  - Tribù Thomasomyini - Forme arboricole o parzialmente arboricole dell'America meridionale.
    - Abrawayaomys
    - Aepeomys
    - Chilomys
    - Delomys
    - Phaenomys
    - Rhagomys
    - Rhipidomys
    - Thomasomys
    - Wilfredomys

  - Tribù Wiedomyini
    - Cholomys †
    - Wiedomys
- I molari sono tetralofodonti.
  - Tribù Sigmodontini
    - Prosigmodon †
    - Sigmodon

  - Tribù Ichthyomyini - Forme prevalentemente acquatiche.
    - Anotomys
    - Chibchanomys
    - Ichthyomys
    - Neusticomys
    - Rheomys

  - Tribù Akodontini - Forme terricole e fossorie dell'America meridionale.
    - Akodon
    - Bibimys
    - Blarinomys
    - Brucepattersonius
    - Castoria
    - Dankomys †
    - Deltamys
    - Gyldenstolpia
    - Juscelinomys
    - Kunsia
    - Lenoxus
    - Necromys
    - Neomicroxus
    - Oxymycterus
    - Podoxymys
    - Scapteromys
    - Thalpomys
    - Thaptomys

  - Tribù Abrotrichini - Forme fossorie dell'America meridionale.
    - Abrothrix
    - Chelemys
    - Geoxus
    - Notiomys
    - Pearsonomys

  - Tribù Phyllotini
    - Abelmoschomys †
    - Andalgalomys
    - Andinomys
    - Auliscomys
    - Calassomys
    - Calomys
    - Chinchillula
    - Eligmodontia
    - Euneomys
    - Galenomys
    - Graomys
    - Ichthyurodon †
    - Irenomys
    - Loxodontomys
    - Neotomys
    - Olympicomys †
    - Panchomys †
    - Paralomys
    - Pardinamys †
    - Phyllotis
    - Punomys
    - Salinomys
    - Tafimys †
    - Tapecomys

  - Tribù Reithrodontini
    - Reithrodon

  - Incertae sedis
    - Juliomys
    - Megaoryzomys †